# Victor H. Fazio

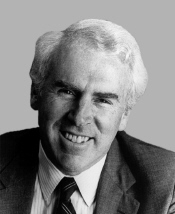
Victor H. Fazio

Victor Herbert Fazio (* 11. Oktober 1942 in Winchester, Massachusetts; † 16. März 2022 in Arlington, Virginia) war ein US-amerikanischer Politiker. Zwischen 1979 und 1999 vertrat er den Bundesstaat Kalifornien im US-Repräsentantenhaus.

## Werdegang
Victor Fazio besuchte bis 1960 die Madison High School in New Jersey und danach bis 1961 die Williston Academy in Easthampton. Danach studierte er bis 1965 am Union College in Schenectady (New York). Er beendete seine Ausbildung im Jahr 1972 an der California State University in Sacramento. Zwischen 1966 und 1975 war er Kongress- und Regierungsberater. Im Jahr 1970 war Fazio Mitbegründer des California Journal Magazine. Von 1972 bis 1975 gehörte er verschiedenen Kommissionen im Sacramento County an. Politisch schloss er sich der Demokratischen Partei an. Von 1975 bis 1978 saß er als Abgeordneter in der California State Assembly. In den Jahren 1976 und 1978 war er Delegierter auf den regionalen Parteitagen der Demokraten in Kalifornien; von 1976 bis 1996 nahm er an sämtlichen Democratic National Conventions teil.
Bei den Kongresswahlen des Jahres 1978 wurde Fazio im vierten Wahlbezirk von Kalifornien in das US-Repräsentantenhaus in Washington, D.C. gewählt, wo er am 3. Januar 1979 die Nachfolge von Robert L. Leggett antrat. Nach neun Wiederwahlen konnte er bis zum 3. Januar 1999 zehn Legislaturperioden im Kongress absolvieren.  Seit 1993 vertrat er dort als Nachfolger von Bob Matsui den dritten Distrikt seines Staates. Im Jahr 1998 verzichtete Victor Fazio auf eine weitere Kandidatur.
Zuletzt war er Berater einer Anwaltsfirma und Vorstandsmitglied der Firma Northrop Grumman.